# Saint-Sulpice-les-Feuilles
Saint-Sulpice-les-Feuilles – miejscowość i gmina we Francji, w regionie Nowa Akwitania, w departamencie Haute-Vienne. Nazwa miejscowości pochodzi od imienia św. Sulpicjusza.
Według danych na rok 1990 gminę zamieszkiwały 1422 osoby, a gęstość zaludnienia wynosiła 40 osób/km² (wśród 747 gmin Limousin Saint-Sulpice-les-Feuilles plasuje się na 77. miejscu pod względem liczby ludności, natomiast pod względem powierzchni na miejscu 119.).

## Populacja

Populacja Saint-Sulpice-les-Feuilles w latach 1962–2008